# Wappen Guinea-Bissaus
Das Nationalwappen Guinea-Bissaus wurde kurz nach der Unabhängigkeit des Landes von Portugal im Jahre 1973 eingeführt. Das Hauptmerkmal des Wappens ist ein schwarzer Stern, der Teil der traditionellen Pan-Afrikanischen Symbole ist und oft als „Schwarzer Stern von Afrika“ bezeichnet wird. Eine Muschel am unteren Rand vereinigt die beiden zueinander symmetrischen Olivenzweige. Die Muschel ist Symbol für die Lage des Landes an der Küste Afrikas. Oberhalb der Muschel liegt ein rotes Banner über den Olivenzweigen. Auf diesem steht das Nationalmotto der Nation: Unidade, Luta, Progresso (port., "Einigkeit, Kampf, Fortschritt").

## Koloniales Wappen
1935 erhielten die Kolonien Portugals eigene Wappen. Die Wappen waren einheitlich gestaltet. Als gemeinsame Elemente zeigten sie die fünf Quinas des Wappens Portugals und fünf grüne Wellen auf Silber. Als eigenen Bestandteil zeigte Portugiesisch-Guinea ein schwarzes Feld mit dem goldenen Zepter Königs Alfons V., dem Afrikaner.